# 에밀리오 코레아 (1953년)
에밀리오 코레아 바일란트(스페인어: Emilio Correa Vaillant, 1953년 3월 21일~2024년 3월 11일)는 쿠바의 권투 선수로 1972년 하계 올림픽 웰터급 금메달을 획득했다.
아들인 에밀리오 2세도 쿠바 국가대표 권투 선수로 활약했다.